# Anselm Anderson
Lars Anselm Anderson, född 4 april 1902 i Malmö, död där 29 september 1987, var en svensk konstnär.
Anderson studerade vid Skånska målarskolan i Malmö 1941-1942. Han medverkade i utställningar med Skånes konstförening från 1947. Hans konst består av genremotiv och landskapsmålningar ofta från den skånska ostkusten i akvarell och tempera. Han var sedan 1936 gift med Estrid Dineson. Makarna Anderson är begravna på Sankt Pauli norra kyrkogård i Malmö.